# Dárdai Pál (labdarúgó, 1951–2017)
Dárdai Pál (Véménd, 1951. május 9. – 2017. december 8.) bajnoki ezüstérmes labdarúgó, középpályás, labdarúgóedző. Bukovinai székelyek leszármazottja. Ifjabb Dárdai Pál válogatott labdarúgó és edző apja.

## Pályafutása
1972 és 1974 között a Komlói Bányász labdarúgója volt. 1973. március 4-én mutatkozott be az élvonalban az MTK ellen, ahol 0–0-s döntetlen született. 1974 és 1986 között a Pécsi MSC csapatában szerepelt, ahol 284 élvonalbeli mérkőzésen 67 gólt szerzett. Tagja volt az 1978-as magyar kupa-döntős és az 1985–86-os idényben bajnoki ezüstérmet szerzett csapatnak.
Visszavonulása előtt az 1988–89-es idényben, 1988. december 3-án még egy élvonalbeli mérkőzésen pályára lépett pécsi színekben, ahol csapata az Újpesti Dózsa ellen 2–0-s győzelmet aratott.

## Halála
2017. december 8-án gyógyíthatatlan betegségben hunyt el 66 éves korában. Temetése december 22-én volt a pécsi központi temetőben.

## Sikerei, díjai
- Magyar bajnokság
  - 2.: 1985–86
- Magyar kupa (MNK)
  - döntős: 1974, 1978